# KF Cargo

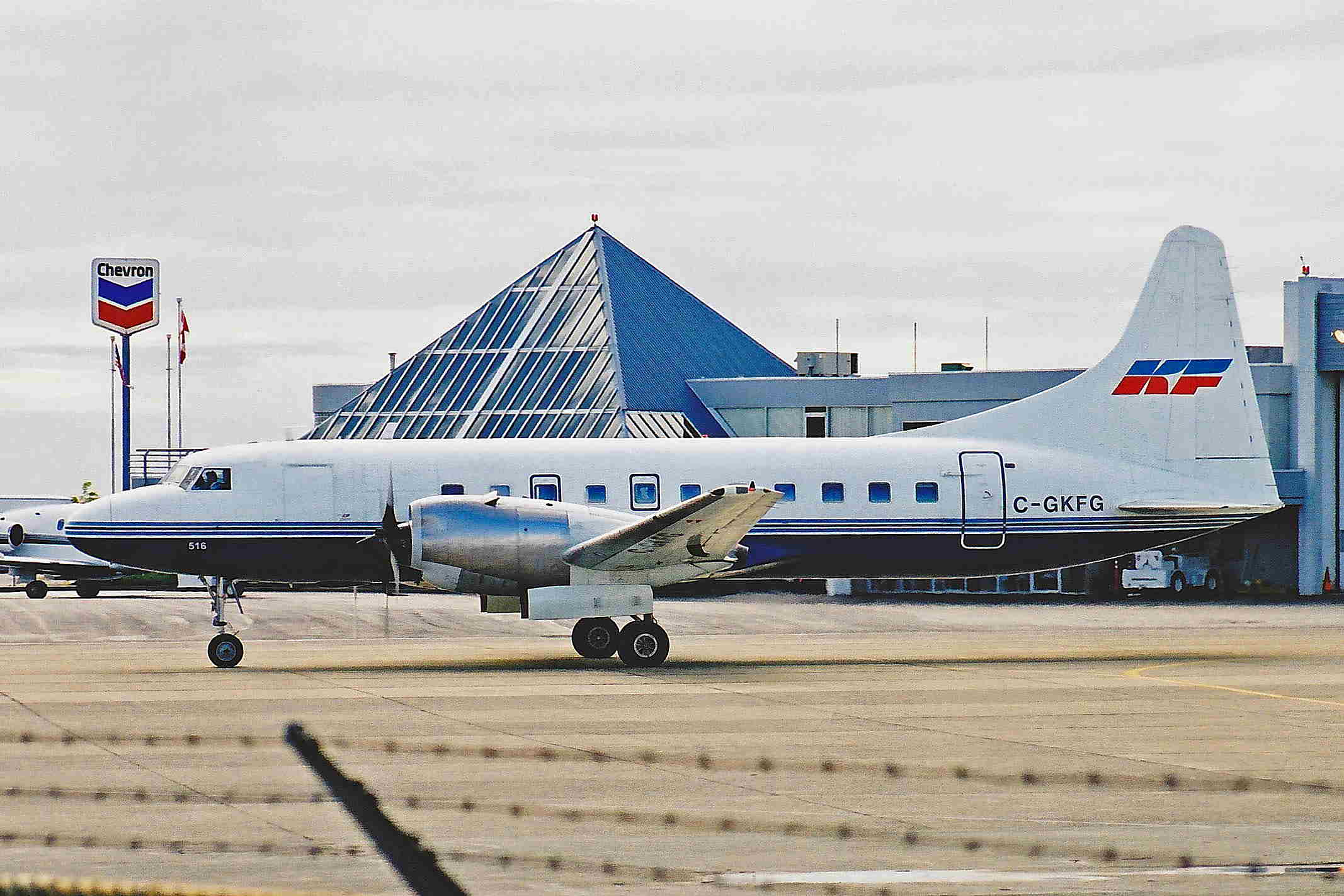
CV-580 der Kelowna Flightcraft

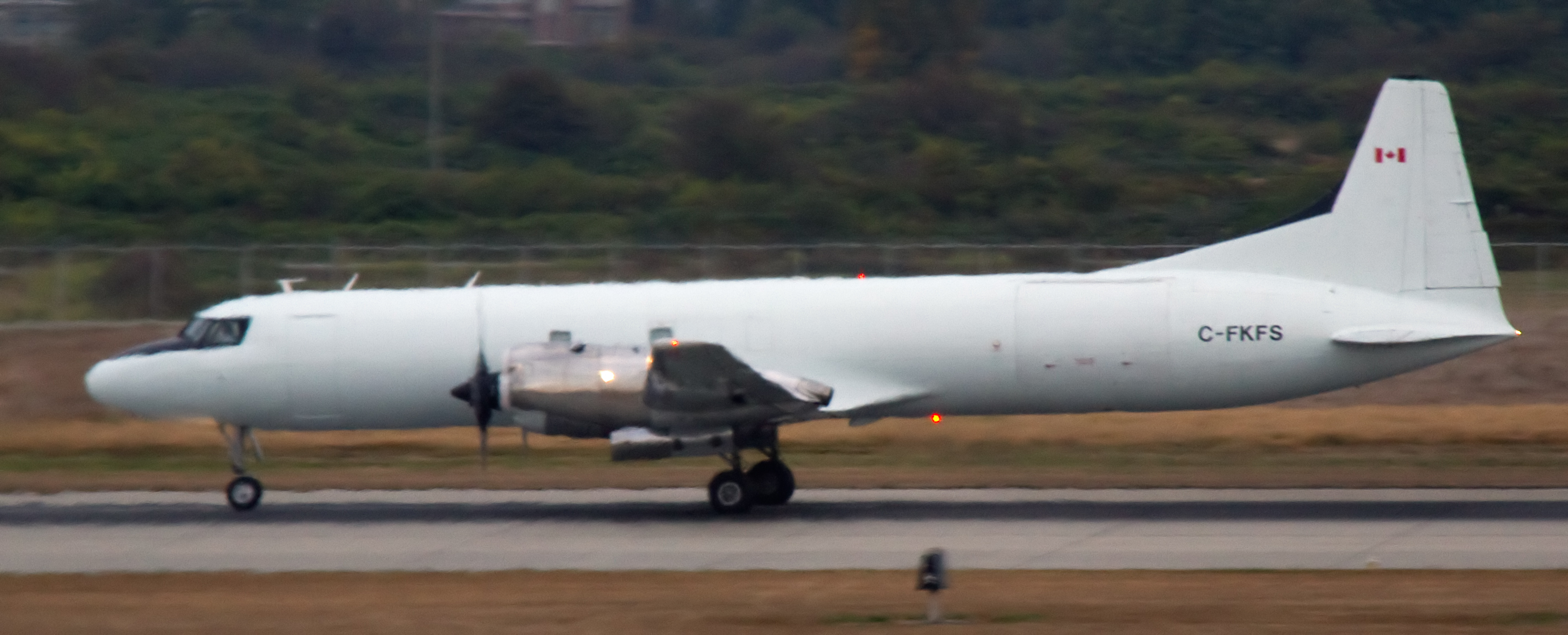
CV-5800 der Kelowna Flightcraft

KF Cargo ist eine kanadische Frachtfluggesellschaft mit Sitz in Kelowna, British Columbia. Sie wurde 1970 unter dem Namen Kelowna Flightcraft gegründet.

## Geschichte
Als die wichtigsten Verträge mit Canada Post sowie Purolator verloren gingen, wurde der Heimatflughafen vom Flughafen Kelowna auf den Flughafen Toronto-Pearson verlegt und infolgedessen auch im Mai 2015 der langjährige Firmenname in KF Cargo geändert.
Neben ihrem Flugbetrieb wurde Kelowna Flightcraft auch durch eine große Umkonstruktion der Convair CV-340 bekannt. Bei dieser CV-5800 genannten Version wurde der Rumpf um 5,05 m auf 29,18 m Länge gestreckt, Turboproptriebwerke mit 4600 SHP und eine größere Frachttür sowie digitale Avionik einschließlich Electronic Flight Instrument System-Bildschirmen eingebaut. Der Erstflug erfolgte am 11. Februar 1992. Insgesamt entstanden sechs CV-5800.
Im Jahre 2022 startete man die Charterfluggesellschaft KF Aeroflyers mit den beiden Boeing 737-600NG mit Basen in Kelowna und Calgary.

## Flotte

### Aktuelle Flotte
Mit Stand März 2023 besitzt KF Cargo elf Luftfahrzeuge:
| Flugzeugtyp                                              | Anzahl | Kennzeichen | Anmerkungen                                   |
| -------------------------------------------------------- | ------ | ----------- | --------------------------------------------- |
| Boeing 737-600NG                                         | 02     |             |                                               |
| Beechcraft Model 60 (Beech Duke Light Twin)              | 01     |             |                                               |
| Hawker Beechcraft 390 Premier (RA39 Raytheon Premier 1A) | 02     |             |                                               |
| Convair CV-580                                           | 06     |             | eine modifiziert zur Convair CV-5800 (C-GKFS) |
| Gesamt                                                   | 11     |             |                                               |

### Zuvor eingesetzte Flugzeuge

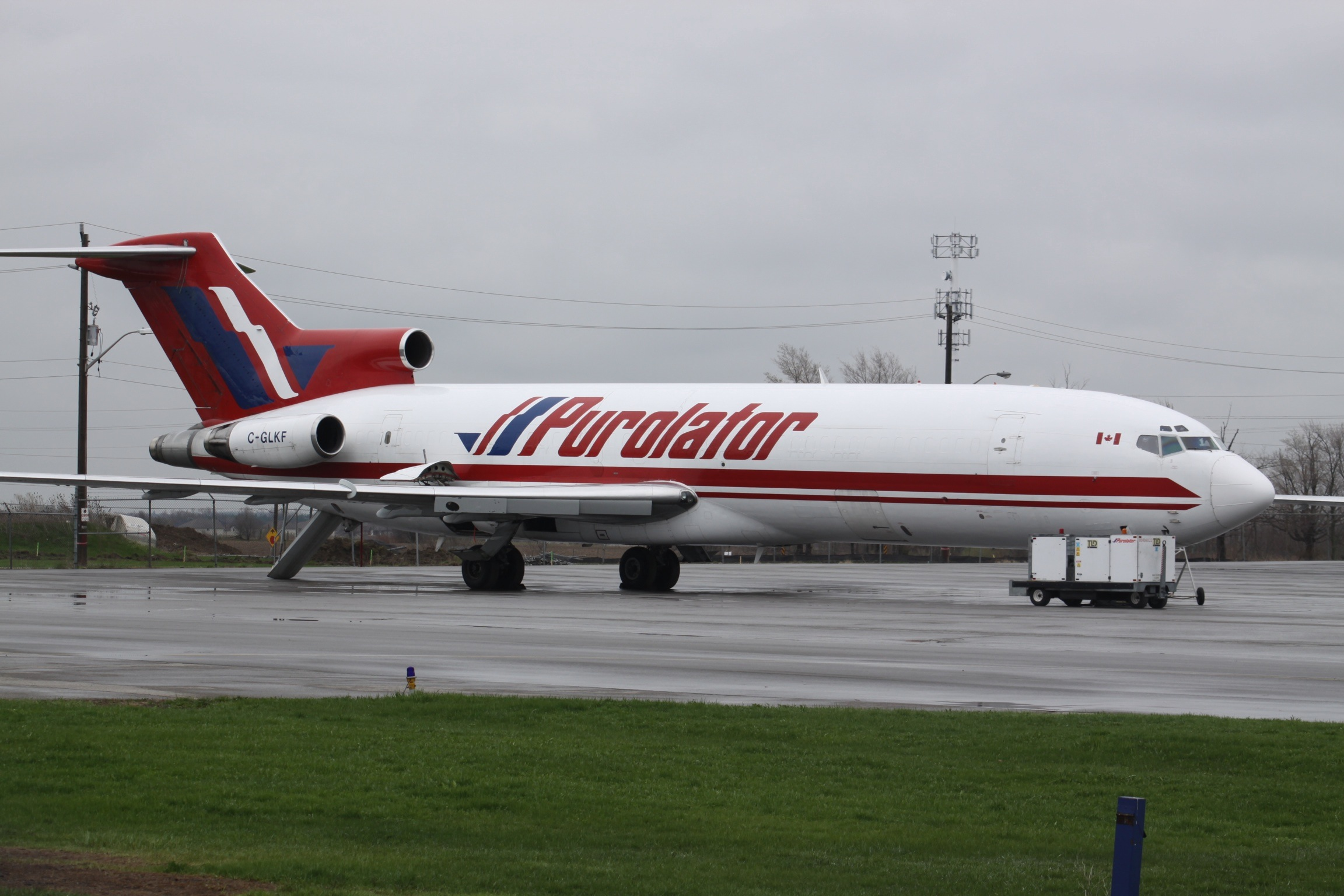
Boeing 727-200 der Kelowna Flightcraft (Purolator)

Kelowna Flightcraft setzte zuvor u. a. folgende Flugzeugtypen ein:
- Aero Commander 680
- Beechcraft 65-80 Queen Air
- Beechcraft Premier I
- Boeing 727
- Boeing 737-200
- Cessna 180
- Cessna 310
- Convair CV-340
- Convair CV-440
- Convair CV-580
- Convair CV-5800
- Douglas DC-3/C-47
- Douglas DC-6
- Fairchild F-27
- Grumman Gulfstream I
- IAI 1123 Westwind
- IAI 1125 Astra
- Mitsubishi MU-2
- Piper PA-31 Navajo
- Piper PA-42 Cheyenne III
- Rockwell Jet Commander 1121

## Zwischenfälle

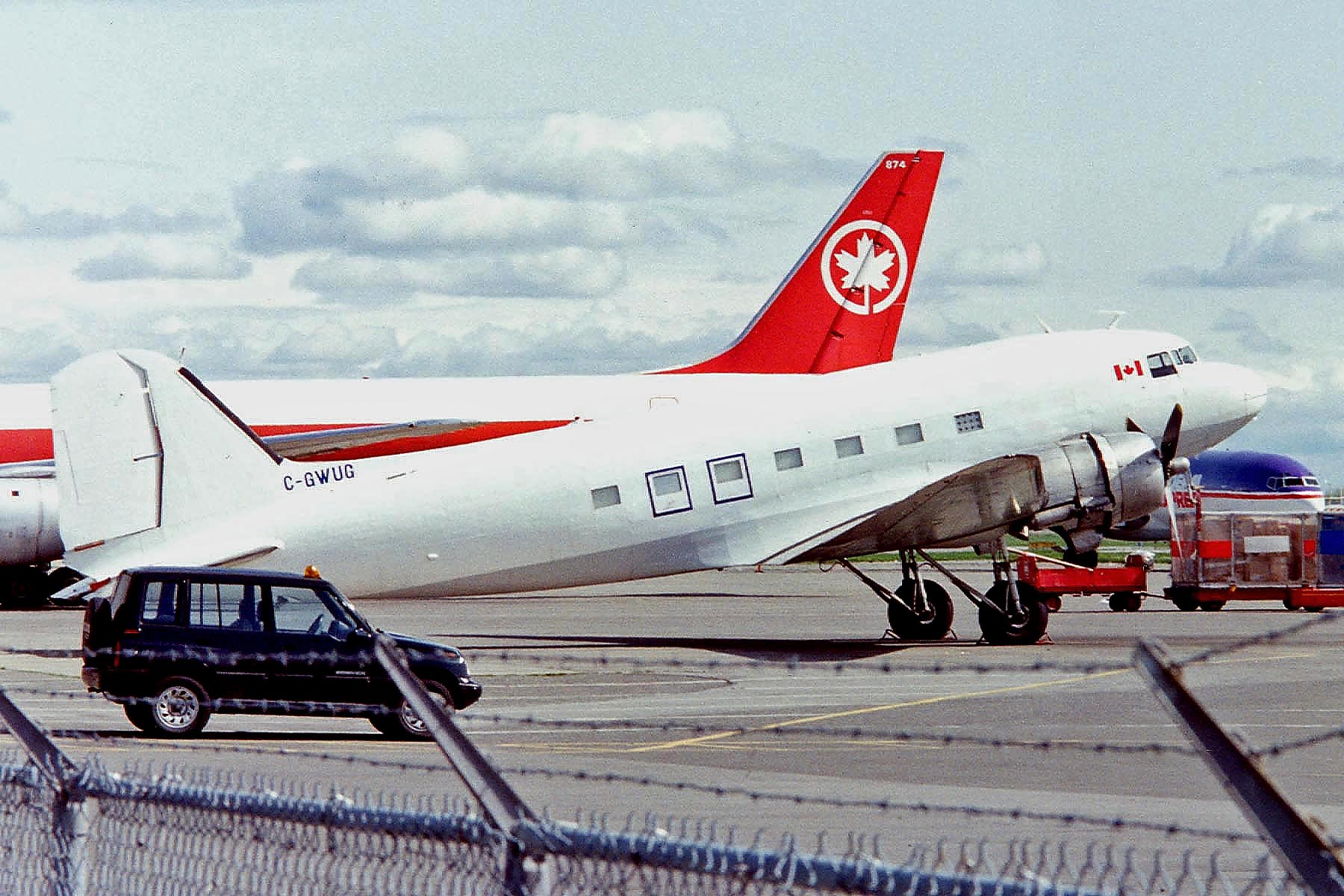
Die am 13. Januar 1999 verunglückte Douglas DC-3 C-GWUG

Die Gesellschaft verzeichnete in ihrer Geschichte drei Zwischenfälle, bei denen das Flugzeug abgeschrieben werden musste, davon zwei mit Todesopfern:
- Am 7. September 1976 brach in der Toilette einer Douglas C-47 (Kennzeichen C-GKFC) ein Feuer aus. Das Flugzeug konnte auf einem Feld notlanden und keine der 26 Personen an Bord der C-47 kam zu Schaden. Die Maschine wurde jedoch durch das Feuer zerstört.[9]
- Am 9. Juli 1981 verunglückte eine Howard 500 (Kennzeichen C-GKFN) mit drei Mann Besatzung an Bord beim Start am Flughafen Toronto-Pearson. Alle drei Insassen wurden getötet. Wahrscheinlich lag der Schwerpunkt zu weit hinten, verursacht durch die Fracht in unterschiedlicher Größe und Gewicht und die Änderung des Schwerpunkts beim Einziehen des Fahrwerks.[10]
- Am 13. Januar 1999 verunglückte eine Douglas DC-3 (Kennzeichen C-GWUG) mit zwei Mann Besatzung an Bord unterwegs von Vancouver nach Victoria. Der Flug wurde entgegen den gesetzlichen Regeln der Transport Canada als Sichtflug bei Nacht durchgeführt. Niemand überlebte den Unfall.[11]